# Grand Slang
Pour les articles homonymes, voir Slang.
Grand Slang (API /ɡɹˈænd slˈæŋ/) est une police de caractères linéale grotesque créée par un designer graphique allemand nommé Nikolas Wrobel. Elle a été publiée le 1er septembre 2019 par sa fonderie typographique, Nikolas Type.
L'idée de concevoir Grand Slang est venue de la calligraphie américaine du XXe siècle et du travail des calligraphes américains Oscar Ogg et William Addison Dwiggins. Elle s'est également inspirée des enseignes des films américains des années 1940 et 1950.
Grand Slang est à la fois robuste et adaptable, mêlant différents styles tels que l'écriture manuscrite traditionnelle et contemporaine, aux côtés de formes de base. Elle comprend plus de 310 glyphes, couvrant les lettres majuscules et minuscules, les chiffres, la ponctuation, les accents, les ligatures, les diacritiques et les symboles.
Le titre Grand Slang provient des mots anglais grand (grandiose) et slang (jargon). Le mot grand est utilisé dans le jargon américain et britannique pour signifier mille dollars ou mille livres sterling.
La police de caractères est disponible en ligne en téléchargement aux formats de fichier OTF et WOFF. Elle est utile pour la graphisme, la création de sites web, les applications et les livres électroniques.
Grand Slang peut être utilisé pour écrire dans de nombreuses langues européennes utilisant l'alphabet latin. Il s'agit d'un logiciel propriétaire, donc on peut l'utiliser en acceptant les termes de la licence logicielle.